# Island Lake
Island Lake é uma vila localizada no estado americano de Illinois, no Condado de Lake e Condado de McHenry.

## Demografia
Segundo o censo americano de 2000, a sua população era de 8153 habitantes.
Em 2006, foi estimada uma população de 8533, um aumento de 380 (4.7%).

## Geografia
De acordo com o United States Census Bureau tem uma área de
7,9 km², dos quais 7,4 km² cobertos por terra e 0,5 km² cobertos por água.

## Localidades na vizinhança
O diagrama seguinte representa as localidades num raio de 8 km ao redor de Island Lake.